# Вајдинген
Вајдинген (њем. Weidingen) општина је у њемачкој савезној држави Рајна-Палатинат. Једно је од 235 општинских средишта округа Ајфелкрајс Битбург-Прим. Према процјени из 2010. у општини је живјело 184 становника. Посједује регионалну шифру (AGS) 7232132.

## Географски и демографски подаци
Вајдинген се налази у савезној држави Рајна-Палатинат у округу Ајфелкрајс Битбург-Прим. Општина се налази на надморској висини од 434 метра. Површина општине износи 5,8 km². У самом мјесту је, према процјени из 2010. године, живјело 184 становника. Просјечна густина становништва износи 32 становника/km².